# Néa Dexiá
Pour les articles homonymes, voir Nouvelle Droite (homonymie) et Dexia.
Néa Dexiá (en grec moderne : Νέα Δεξιά, « Nouvelle droite ») est un parti politique grec national-conservateur, fondé le 13 mai 2016 par un avocat et ancien membre du comité politique de Nouvelle Démocratie, Faílos Kranidiótis (el). Aux élections européennes de 2019, le parti obtient 0,66% soit 37 540 voix.